# Izi Dorot
Jicchak „Izi“ Dorot (hebrejsky יצחק „איזי” דורות‎, rodným jménem Izidor Rot, hebrejsky איזידור רוט‎; žil 1916–1980) byl izraelský voják a druhý ředitel Šin bet.

## Biografie
V roce 1936 podnikli aliju do britské mandátní Palestiny. Zde vstoupil do řad policie chránící židovská osídlení. Během druhé světové války bojoval jako dobrovolník v řadách britské armády. Po skončení války se vrátil do mandátní Palestiny a vstoupil do řad zpravodajské služby Hagany – Šaj. V průběhu izraelské války za nezávislost vstoupil v roce 1948 do nově vzniklé zpravodajské služby Šin bet.
V říjnu 1953, po ročním působení v čele Šin bet, tuto zpravodajskou službu opustil a přešel do Mosadu za Iserem Har'elem. Ve funkci ředitele Šin bet jej nahradil Amos Manor. V Mosadu působil až do roku 1963 ve funkci zástupce ředitele.